# Gosick
Gosick (ゴシック, Goshikku, stylisé GOSICK, dérivé du mot gothic) est une série de light novels japonais écrits par Kazuki Sakuraba et illustrés par Hinata Takeda. La série comprend 13 romans publiés par Fujimi Shobo entre décembre 2008 et juillet 2011.
Tokyopop a publié les deux premiers romans en anglais en Amérique du Nord. Une adaptation manga dessinée par Sakuya Amano a été publiée dans le magazine Monthly Dragon Age de Fujimi Shobo. Une adaptation animée de 24 épisodes de Bones a été diffusée entre janvier et juillet 2011. Un nouveau roman intitulé Gosick New Continent a été publié en décembre 2013.

## Intrigue
Gosick se déroule en 1924 dans un petit pays européen fictif francophone, Saubure (ソヴゥール王国, Sovuuru Oukoku, Sauville dans certaines versions), situé entre la France et l'Italie, allant de la Suisse à la mer Méditerranée en passant par les Alpes.
L'histoire est centrée sur Kazuya Kujo, troisième fils d'un officier de haut rang de l'armée impériale japonaise, étudiant transféré par programme d'échange à l'Académie Sainte-Marguerite, où les légendes urbaines et les histoires d'horreur sont très populaires.
Très tôt associé à la croyance populaire d'un sème-la-mort, il tente de trouver refuge dans l'immense bibliothèque du campus et y fait la connaissance de Victorique, une jeune fille mystérieuse à la longue chevelure d'or dotée de capacités de réflexion exceptionnelles qui semble y vivre. De fait, elle y passe ses journées, n'allant jamais en classe, n'en sortant que pour dormir, occupant son temps à lire, à dévorer des friandises ou à résoudre des mystères que même les détectives de la police, tel son demi-frère, n'arrivent à résoudre.
Ils se retrouvent rapidement impliqués dans nombre d'affaires mystérieuses, Kazuya se retrouvant la plupart du temps suspecté. Victorique, qui s'est pris d'affection pour lui mais ne souhaite d'abord pas l'admettre, va alors pour l'aider s'employer à résoudre ces affaires funestes, le duo rencontrant une foule de personnages et nouant des liens plus profonds.

## Personnages

### Personnages principaux
Victorique de Blois (ヴィクトリカ・ド・ブロワ, Vikutorika do Burowa)
Voix : Aoi Yuuki (japonais), Apphia Yu (anglais) 
Victorique a l’apparence d’une petite fille (dans le roman de 140 cm, presque une poupée), avec de très longs cheveux blonds, des yeux émeraude et une voix qui dépasse son âge. Elle est présentée comme une tsundere typique. Elle utilise une pipe en céramique pour obtenir un effet spectaculaire en réfléchissant.
Elle passe ses journées au conservatoire au sommet de la bibliothèque, lisant simultanément plusieurs livres difficiles, souvent dans différentes langues. Elle désigne un mur entier de la bibliothèque et dit à Kazuya qu'elle a lu presque tous les livres là-bas.
Parallèlement à sa langue acérée et son attitude brutale, abusive et excentrique, elle possède un intellect de génie qu’elle emploie à l’observation des faits et à leur compréhension, ce qu'elle nomme « reconstruction du chaos ».
Les romans et dessins animés présentent la résolution de crimes inexplicables et de fausses accusations, souvent au crédit de son demi-frère, le détective Grevil de Blois.
Après que Victorique l'a sauvé d'une arrestation, Kazuya se retrouve empêtré dans tous les nouveaux mystères qui se produisent. Parce que sa mère, Cordelia Gallo, était une maîtresse et, selon Victorique, « une personne dangereuse », elle aurait été emprisonnée au fond de la maison de Blois, où elle aurait développé des manières tout sauf enfantines.
Elle a été autorisée à aller à l'école sous les ordres stricts de son père de ne jamais quitter le campus. Elle n'obtient l'autorisation de partir que dans des circonstances exceptionnelles, généralement après que Grevil l'ait obtenue pour elle de sa famille.
Quand elle a rencontré Kazuya pour la première fois, elle ne l'aimait pas et pensait qu'il était ennuyeux et stupide d'avoir gravi tous les escaliers de la bibliothèque. Elle l'ignora même et se moqua de lui, mais elle se réchauffa peu à peu et commença à lui faire confiance et à le chérir. Bien qu’elle agisse durement à l’égard de Kazuya presque tout le temps, il est clair qu’elle se soucie profondément de lui, comme on le voit souvent quand il est en danger.
Dans le premier volume du chapitre 1, elle raconte à Kazuya : « Mes cinq sens sont en état d’alerte, ils rassemblent des fragments de chaos du monde qui m’entoure. La source de connaissance à l'intérieur de moi joue avec eux par pur ennui, les reconstruisant. Je peux affirmer ceci… souvent, je ne peux pas être dérangé et rester silencieux. »  Elle se plaint souvent de l'ennui comme étant la cause de ses maux de tête.
Tout au long de l'anime, Victorique est également surnommée « la fée dorée dans la haute tour », « le loup gris » et à la fin de la série « monstre charmant »; tous sont des créatures de contes populaires.
Dans Gosick Red , Victorique s'installe à New York et devient détective privé.
Le nom de Victorique est orthographié « Victorica » sur le site web officiel de Gosick, probablement comme orthographe phonétique. Son nom s'écrit « Victorique » dans les deux premiers romans (traduction anglaise) et dans l'épisode 9 de l'anime. Dans les romans, il est noté que son nom est apparemment habituellement masculin, Avril ne croyant pas initialement que Victorique soit une étudiante.
Dans l'épisode final, les cheveux dorés de Victorique deviennent argentés et il est impliqué qu'elle a épousé Kazuya après son retour de la guerre.
Kazuya Kujo (久城 一弥, Kujō Kazuya)
Voix: Miyu Irino (Drama CD), Takuya Eguchi (Anime), Matt Shipman (anglais)
Jeune fils de soldat, Kazuya a passé la plus grande partie de sa vie à vivre dans l’ombre de ses frères couronnés de succès. Jaloux de toute l'attention qui leur était portée, il travailla dur pour tenter de rivaliser, mais cessa lorsqu'il comprit que les adultes, qui pensent que le plus jeune enfant est toujours gâté et inutile, ne reconnaîtront jamais ses efforts. Avec cette blessure, il quitta l'académie militaire au Japon et, avant que quiconque de sa famille ne puisse l'arrêter, partit étudier à l'étranger à Sainte-Marguerite.
Malheureusement, ses cheveux noirs et ses yeux marron foncé, combinés à la légende du campus qui dit que « le voyageur qui vient au printemps apporte la mort avec lui » ont donné à Kazuya le surnom de « Faucheur noir » par un corps d'étudiants largement craintif et superstitieux, tous l'évitant tel la peste.
Par un coup du destin, il devient un messager et un compagnon de l'élève le plus excentrique de l'école, Victorique. Ne l'appréciant guère de prime abord pour son attitude arrogante et sadique, il commence à se prendre d'affection pour elle et fait ce qu'il peut pour prendre soin d'elle et à la protéger. Il démontre même qu'il est prêt à risquer sa vie pour la protéger à plusieurs reprises.
Victorique le décrit comme une personne bonne et sincère, dont l'âme est suffisamment belle et pure pour admettre sa fierté. Bien qu’il prétende avoir d’excellents résultats scolaires comparables à ceux de ses frères aînés, il peut se montrer très bête et lent, bien qu’il ait une mémoire vive pour les détails lorsqu’il s’applique à un crime.
Malgré tout ce qui s'est passé au Japon, il est fier d'être le fils d'un soldat. Il est implicite dans l'épisode final qu'après son retour de la guerre, il épouse Victorique. Dans Gosick Red, Kazuya s'installe à New York et devient journaliste.

### Autres personnages
Grevil de Blois (グレヴィール・ド・ブロワ, Gurevīru do Burowa)
Voix: Takehito Koyasu (Drama CD), Hidenobu Kiuchi (Anime), Adam Rowe (anglais)
Grevil est un aristocrate qui a forcé la police locale à le nommer détective uniquement parce qu'il s'intéresse au crime. L'aspect le plus remarquable de son apparence est sa coiffure ressemblant à une perceuse qui, de l'avis de Kazuya, pourrait être utilisée comme une arme meurtrière.
Dans les romans, il fume une pipe identique à celle de Victorique. Détective peu compétent, il s’appuie sur Victorique pour résoudre ses affaires. Malgré cela, elle n'est jamais reconnue pour ses efforts car elle ne doit pas être portée à la connaissance du public.
Néanmoins, il a un certain talent, au moins en tant qu’acteur, comme il a été démontré lors d’une arrestation dans le nouveau volume 1, chapitre 5, partie 1.
Grevil est le demi-frère de Victorique, partageant le même père, le Marquis Albert du Blois. La mère de Grevil était l'épouse d'Albert, tandis que la mère de Victorique était une maîtresse.
Il est révélé qu'il était amoureux de son amie d'enfance Jacqueline. Malheureusement, elle était déjà mariée à ce moment-là. Grevil, avec l'aide de Victorique, résolut une affaire et acquitta Jacqueline d'une accusation de meurtre.
Alors qu'il est décrit par Victorique comme un « bad guy » et un play-boy, il est implicite que son soi heureux actuel n'est qu'une coquille pour enterrer son triste passé, y compris perdre Jacqueline à quelqu'un d'autre et ne pas être en mesure de montrer ouvertement sa préoccupation pour sa sœur .
Il est mentionné dans l'épisode 10 que sa coiffure en forme de perceuse choquante est en fait le prix à payer pour avoir demandé à Victorique de résoudre l'affaire de Jacqueline. Il affirme néanmoins que si Victorique voulait rendre sa vie vraiment misérable, elle aurait dû lui demander d'arrêter d'aimer Jacqueline plutôt que de simplement lui demander de mettre une telle coiffure ridicule. Il avait à l'origine une charmante coiffure longue, qu'il retrouve à la fin de la série.
Avril Bradley (アブリル・ブラッドリー, Aburiru Buraddorī)
Voix: Tomoko Kawakami (Drama CD), Noriko Shitaya (Anime),, Erica Mendez (anglais)
Une étudiante internationale de Grande-Bretagne. Comme elle et Kazuya sont des étudiants étrangers, ils ont rapidement trouvé un terrain d’entente et ont pu parler librement, contrairement à la plupart des autres étudiants qui le traitent comme un monstre.
C'est une belle fille avec les cheveux blonds courts et les yeux bleus. Il est suggéré qu'elle a des sentiments pour Kazuya. Elle représente les liens ordinaires de Kazuya avec l'école, en dehors de ses aventures avec Victorique.
Elle aime aussi manger et aime les histoires de fantômes. Elle n'a pas rencontré Victorique à travers le premier roman, allant jusqu'à douter de son existence, .
Dans l'anime, Avril Bradley a été enlevée sur le chemin de l'académie et remplacée par Keiran II, successeur du célèbre voleur Keiran, disparu mystérieusement huit ans plus tôt. Ce voleur souhaite poursuivre son héritage en volant les œuvres inestimables d'artistes et d'écrivains célèbres, et est après un timbre rare que le grand-père d'Avril, un aventurier réputé, avait voulu lui donner.
Elle sera sauvée par Kujo et avouera plus tard, dans le bureau de l'infirmière, avoir pensé qu'il était un « prince aux cheveux noirs ». Ironiquement, comme le voleur avait été un très bon imposteur et avait fourni des détails sur l'originale, Kazuya n’eut aucun mal à établir une amitié avec la véritable Avril.
Elle développa des sentiments pour lui, mais eut du mal à se rapprocher de lui en raison de son dévouement à Victorique. Dans l'épisode 14, elle avoue son amour pour Kujo à Victorique, mais celle-ci était partie avant d'avoir pu l'entendre.
Cecile Lafitte (セシル・ラフィット, Seshiru Rafitto)
Voix: Yui Horie (Drama CD), Yui Kano (Anime), Kristen McGuire (anglais)
Une enseignante de l'Académie Sainte-Marguerite, elle enseigne à Kazuya, Avril (et Victorique).
C'est une petite femme avec un visage enfantin, des cheveux bruns soyeux et de grandes lunettes rondes. Elle demande à Kazuya d'apporter les supports de cours à Victorique, et c'est elle qui a la première réuni Kazuya et Victorique. Elle n'aime pas les fantômes et a tendance à s'évanouir dans les situations surnaturelles.
Brian Roscoe (ブライアン・ロスコー, Buraian Rosukō)
Voix: Tōru Ōkawa (Anime), Robert McCollum (anglais)
Un magicien célèbre que Kujo rencontre régulièrement. Il est vu aux côtés de Cordelia Gallo après que Victorique ait prouvé l'innocence de cette dernière face aux accusations passées émanant du village des Loups Gris.
Pendant la Première Guerre mondiale , il utilisa ses capacités d'illusionniste, ainsi qu'une lanterne magique, pour perturber un bombardement allemand sur le couvent du « Beelzebub's Skull » en Lituanie en projetant une immense image de la Vierge Marie.
C’est lui qui a aidé Cordelia à sortir du sanatorium où Albert l’a laissée après la naissance de Victorique. Depuis lors, ils travaillent ensemble pour s'opposer aux intentions du marquis.
Plus tard, il est révélé que Brian n’est pas un individu mais une paire de jumeaux identiques qui partagent le même visage et le même nom. Les deux se soucient profondément de Cordelia, mais l’un des jumeaux méprise Victorique, sa naissance empêchant Cordelia de lui rendre ses sentiments.
Cordelia Gallo (コルデリア・ギャロ, Koruderia Gyaro)
Voix: Miyuki Sawashiro (Anime), Elizabeth Maxwell (anglais)
La mère de Victorique, originaire du légendaire « Village des Loups Gris », une ville-château isolée (plus tard considérée comme un petit royaume indépendant par l'aîné du village), habitée par des personnes possédant toutes les mêmes attributs physiques et mentaux: petite taille, peau pâle, cheveux blonds, yeux verts et intelligence extrêmement élevée. Il est également démontré qu'ils développent des capacités pré-cognitives dans la vieillesse.
Elle a été expulsée de la ville après avoir été accusée du meurtre de l'aînée de l'époque, et sa localisation restait un mystère jusqu'à ce que Victorique parvienne à prouver son innocence, elle sera alors vue aux côtés de Brian Roscoe.
La ressemblance de Cordelia avec sa fille est évidente, et sa petite taille, même à l'âge adulte, amène même Kujo à la confondre avec Victorique lorsqu'il la voit. Il est finalement révélé que Cordelia n’a jamais eu de relation avec le père de Victorique, le marquis Albert de Blois: le marquis l'a effectivement enlevée, violée et emprisonnée pendant toute la durée de la grossesse dans le seul but de porter Victorique, un enfant avec l'intellect d'un Loup Gris qu'il pourrait utiliser à ses propres fins.
Immédiatement après avoir donné naissance à Victorique, le marquis a placé Cordelia dans un sanatorium où elle est restée jusqu'à sa libération par Roscoe. Malgré les circonstances de la naissance de Victorique, Cordelia aime profondément sa fille et la surveille de près, allant même jusqu'à lui rendre un pendentif contenant sa photo malgré le risque d'être retrouvée par le marquis.
Marquis Albert de Blois (アルベール・ド・ブロワ侯爵, Arubēru do Burowa Kōshaku)
Voix: Takayuki Sugō (Anime), David Wald (anglais)
Le marquis Albert de Blois est le « ministre de l'occulte » de Saubure, le principal antagoniste et le père de Grevil et de Victorique. Il est responsable de la vie retirée de Victorique et a demandé à Grevil de suivre ses mouvements.
Subjugué par les astuces de Léviathan pour impressionner le roi et la reine de Saubure, il lui offrit une protection en échange de la création d'une armée d'homoncules. Dans les derniers moments de Léviathan, il suggéra à Albert de se marier avec une femme dotée de pouvoirs extraordinaires afin de produire un enfant capable d'atteindre ses objectifs.
Suivant cette suggestion, Albert a ensuite procédé à l'enlèvement et au viol de Cordelia Gallo pour produire Victorique. Il se soucie peu de Victorique en tant que fille, la voyant comme un simple outil. Selon lui, la conception et l'élévation de Victorique font partie de son plan visant à prendre le pouvoir à Saubure, en dépit d'une tempête imminente qui devrait engloutir le monde entier. Il est implicite que l'événement en question est la Seconde Guerre mondiale, qui a débuté plus d'une décennie avant sa contrepartie réelle.
Grâce aux efforts de Victorique, Albert parvint à obtenir de précieuses informations pour renverser son principal ennemi du gouvernement, le ministre de la Science, Jupiter Roget, et à faire chanter le roi pour qu'il devienne Premier ministre. Il a également réussi à amasser une légion d'adeptes en faisant croire au peuple que sa fille est la créature légendaire « Monstre Charmant ».
Ses plans sont ruinés lorsque Cordelia réussit à faire échapper Victorique avec l'aide de Brian Roscoe, exposant les manigances d'Albert et le tuant avant d'être tuée par l'un de ses gardes du corps.

## Médias

### Light Novels
Gosick a commencé comme une série de light novels écrits par Kazuki Sakuraba et illustrés par Hinata Takeda. Fujimi Shobo et Kadokawa Shoten ont publié 13 volumes entre le 10 décembre 2003 et le 23 juillet 2011: neuf composent l'histoire principale, tandis que les quatre autres sous le titre GosickS sont des collections d'histoires parallèles.
Le premier volume de GosickS a lieu avant le premier volume de Gosick , GosickS II se situe entre Gosick IV et Gosick V , et GosickS III après Gosick VI .
Une nouvelle série intitulée Gosick New Continent a débuté le 25 décembre 2013, après Kazuya et Victorique dans les années 1930, après leur déménagement en Amérique du Nord à la suite des événements de l'histoire principale.
Tokyopop a publié le premier roman en anglais en avril 2008  et le second en mars 2010. Il est également publié en Allemagne par Tokyopop.

#### Gosick
| no    | japonais | japonais         | japonais          |
| no    | Titre | Date de sortie   | ISBN              |
| ----- | --- | ---------------- | ----------------- |
| 1     | Gosick (GOSICK –ゴシック–, GOSICK -Goshikku-)                                                                                    | 15 décembre 2003 | 4-8291-6229-5     |
| 2     | Gosick II: The Crime That Has No Name (GOSICK II –ゴシック・その罪は名もなき–, GOSICK II -Goshikku – Sono Tsumi wa Na mo Naki-)  | 15 mai 2004      | 4-8291-6254-6     |
| 3     | Gosick III: Beneath the Blue Rose (GOSICK III –ゴシック・青い薔薇の下で–, GOSICK III -Goshikku – Aoi Bara no Shita de-)          | 15 octobre 2004  | 4-8291-6273-2     |
| 4     | Gosick IV: A Fool Represents the Case (GOSICK IV –ゴシック・愚者を代弁せよ–, GOSICK IV -Goshikku – Gusha wo Daiben seyo-)        | 15 janvier 2005  | 4-8291-6288-0     |
| 5     | Gosick V: Beelzebub's Skull (GOSICK V –ゴシック・ベルゼブブの頭蓋–, GOSICK V -Goshikku – Beruzebubu no Zugai-)                   | 15 décembre 2005 | 4-8291-6328-3     |
| 6     | Gosick VI: Night of the Masquerade (GOSICK VI –ゴシック・仮面舞踏会の夜–, GOSICK VI -Goshikku – Kamen-Butōkai no Yoru-)          | 15 décembre 2006 | 4-8291-6375-5     |
| 7     | Gosick VII: The Rose-coloured Life (GOSICK VII –ゴシック・薔薇色の人生–, GOSICK VII -Goshikku – Barairo no Jinsei-)              | 25 mars 2011     | 978-4-04-428115-1 |
| 8 (1) | Gosick VIII (1): Twilight of the Gods (GOSICK VIII 上 –ゴシック・神々の黄昏–, GOSICK VIII Jou -Goshikku – Kamigami no Tasogare-) | 23 juin 2011     | 4-04-428121-1     |
| 8 (2) | Gosick VIII (2): Twilight of the Gods (GOSICK VIII 下 –ゴシック・神々の黄昏–, GOSICK VIII Ge -Goshikku – Kamigami no Tasogare)   | 25 juillet 2011  | 4-04-428124-6     |

#### GosickS
| no | japonais | japonais        | japonais          |
| no | Titre | Date de sortie  | ISBN              |
| -- | --- | --------------- | ----------------- |
| 1  | GosickS: The Grim Reaper Comes in the Spring (GOSICKS –ゴシックエス・春来たる死神–, GOSICKS -Goshikku Esu – Haru Kitaru Shinigami-)                    | 15 juillet 2005 | 4-8291-6310-0     |
| 2  | GosickS II: Summer from the Disappearing Train (GOSICKS II –ゴシックエス・夏から遠ざかる列車–, GOSICKS II -Goshikku Esu – Natsu kara Tōzakaru Ressha-) | 15 mai 2006     | 4-8291-6352-6     |
| 3  | GosickS III: Memories of an Autumn Flower (GOSICKS III –ゴシックエス・秋の花の思い出–, GOSICKS III -Goshikku Esu – Aki no Hana no Omoide-)             | 15 avril 2007   | 978-4-8291-6387-0 |
| 4  | GosickS IV: Winter of Sacrifices (GOSICKS IV –ゴシックエス・冬のサクリファイス–, GOSICKS IV -Goshikku Esu – Fuyu no sakurifaisu-)                      | 25 mai 2011     | 978-4-04-428119-9 |

#### Gosick New Continent
| no | japonais     | japonais         | japonais          |
| no | Titre        | Date de sortie   | ISBN              |
| -- | ------------ | ---------------- | ----------------- |
| 1  | Gosick RED   | 25 décembre 2013 | 978-4-04-110640-2 |
| 2  | Gosick BLUE  | 29 novembre 2014 | 978-4-04-102354-9 |
| 3  | Gosick PINK  | 30 novembre 2015 | 978-4-04-103646-4 |
| 4  | Gosick GREEN | 2 décembre 2016  | 978-4-04-104596-1 |

### Manga
Une adaptation manga, illustrée par Amano Sakuya, a été publiée dans le magazine Monthly Dragon Age de Fujimi Shobo, entre les numéros de janvier 2008 et de mai 2012. Fujimi Shobo a publié huit tankōbon entre le 9 juillet 2008 et le 9 juin 2012.

#### Liste des volumes
| no | japonais         | japonais       |
| no | Date de sortie   | ISBN           |
| -- | ---------------- | -------------- |
| 1  | 9 juillet 2008   | 978-4047125582 |
| 2  | 10 novembre 2008 | 978-4047125773 |
| 3  | 9 août 2009      | 978-4047126152 |
| 4  | 9 janvier 2010   | 978-4047126442 |
| 5  | 9 novembre 2010  | 978-4047125582 |
| 6  | 9 février 2011   | 978-4047127104 |
| 7  | 8 septembre 2011 | 978-4047127456 |
| 8  | 9 juin 2012      | 978-4047127944 |

### Drama CD
Un Drama CD basé sur le premier volume de GosickS a été publié le 21 avril 2006.

### Anime
Gosick a été adapté en un anime de 24 épisodes par Bones sous la direction de Hitoshi Nanba et sous la supervision du scénario de Mari Okada. La série a été diffusée sur TV Tokyo entre le 8 janvier et le 2 juillet 2011. Cependant, la diffusion des épisodes 11 et suivants a été affectée par le séisme et le tsunami de Tōhoku en 2011. La série a été diffusée simultanément par Crunchyroll avec des sous-titres en anglais.
Le thème d'ouverture « Destin Histoire » de Risa Yoshiki est sorti le 2 mars 2011. Pour les 12 premiers épisodes, le thème final est "Resuscitated Hope" de Lisa Komine, sorti le 27 avril 2011. À partir des épisodes 13 et suivants, le thème final est « Unity », également de Lisa Komine.
Bandai Entertainment avait obtenu une licence pour l'anime  mais a ensuite annulé sa sortie. Madman Entertainment a licencié la série en Australie et en Nouvelle-Zélande et publie des DVD sous-titrés jusqu'à ce qu'une version doublée soit disponible. Funimation a licencié la série pour l'Amérique du Nord et a publié la première moitié en pack combo Blu-ray et DVD le 30 mai 2017.

## Réception
Carlo Santos de Anime News Network recommande le premier volume des light novels pour « une atmosphère mystérieuse et élégante et une intrigue complexe, [ce qui en fait] une lecture palpitante du début à la fin ». Cependant, il critique les light novels pour « [des] scènes de flashback [qui] ne s'intègrent jamais vraiment ». Il mentionne également que « la conclusion finale est plutôt tirée par les cheveux ».